# Адміністративний устрій Стрийського району
Адміністративний устрій Стрийського району — адміністративно-територіальний устрій Стрийського району Львівської області на 1 селищну раду та 39 сільських рад, які об'єднують 71 населений пункт і підпорядковані Стрийській районній раді. Адміністративний центр — місто Стрий, яке є містом обласного значення та не входить до складу району.

## Список радСтрийського району
| №  | Назва                           | Центр                | Населені пункти                                                        | Площа км² | Місце за площею | Населення (2001), осіб. | Місце за населенням |
| -- | ------------------------------- | -------------------- | ---------------------------------------------------------------------- | --------- | --------------- | ----------------------- | ------------------- |
| 1  | Дашавська селищна рада          | смт Дашава           | смт Дашава с. Гайдучина с. Олексичі с. Щасливе                         | 14,26     |                 | 3284                    |                     |
| 2  | Братківцівська сільська рада    | с. Братківці         | с. Братківці                                                           | 10,00     |                 | 1372                    |                     |
| 3  | Вівнянська сільська рада        | с. Вівня             | с. Вівня                                                               | 11,69     |                 | 686                     |                     |
| 4  | Воля-Задеревацька сільська рада | с. Воля-Задеревацька | с. Воля-Задеревацька с. Задеревач                                      | 14,90     |                 | 1466                    |                     |
| 5  | Гірненська сільська рада        | с. Гірне             | с. Гірне                                                               | 17,165    |                 | 1740                    |                     |
| 6  | Голобутівська сільська рада     | с. Голобутів         | с. Голобутів                                                           | 17,68     |                 | 937                     |                     |
| 7  | Грабовецька сільська рада       | с. Грабовець         | с. Грабовець                                                           | 11,46     |                 | 1171                    |                     |
| 8  | Дідушицька сільська рада        | с. Великі Дідушичі   | с. Великі Дідушичі с. Малі Дідушичі с. Угільня                         | 41,28     |                 | 3151                    |                     |
| 9  | Добрівлянська сільська рада     | с. Добрівляни        | с. Добрівляни                                                          | 13,80     |                 | 828                     |                     |
| 10 | Добрянська сільська рада        | с. Добряни           | с. Добряни                                                             | 19,03     |                 | 1822                    |                     |
| 11 | Довголуцька сільська рада       | с. Довголука         | с. Довголука с. Воля-Довголуцька                                       | 21,298    |                 | 1406                    |                     |
| 12 | Долішненська сільська рада      | с. Долішнє           | с. Долішнє с. Верхня Лукавиця с. Горішнє с. Нижня Лукавиця с. Смоляний | 24,30     |                 | 1779                    |                     |
| 13 | Дулібівська сільська рада       | с. Дуліби            | с. Дуліби                                                              | 25,20     |                 | 3671                    |                     |
| 14 | Жулинська сільська рада         | с. Жулин             | с. Жулин                                                               | 1,20      |                 | 968                     |                     |
| 15 | Завадівська сільська рада       | с. Завадів           | с. Завадів                                                             | 15,89     |                 | 1197                    |                     |
| 16 | Загірненська сільська рада      | с. Загірне           | с. Загірне                                                             | 14,59     |                 | 1345                    |                     |
| 17 | Заплатинська сільська рада      | с. Заплатин          | с. Заплатин с. Діброва                                                 | 17,32     |                 | 425                     |                     |
| 18 | Йосиповицька сільська рада      | с. Йосиповичі        | с. Йосиповичі                                                          | 12,079    |                 | 956                     |                     |
| 19 | Кавська сільська рада           | с. Кавське           | с. Кавське                                                             | 26,60     |                 | 1453                    |                     |
| 20 | Конюхівська сільська рада       | с. Конюхів           | с. Конюхів с. Колодниця                                                | 26,62     |                 | 1261                    |                     |
| 21 | Ланівська сільська рада         | с. Ланівка           | с. Ланівка                                                             | 19,20     |                 | 1199                    |                     |
| 22 | Лисовицька сільська рада        | с. Лисовичі          | с. Лисовичі с. Баня Лисовицька                                         | 34,97     |                 | 2931                    |                     |
| 23 | Лисятицька сільська рада        | с. Лисятичі          | с. Лисятичі с. Кути с. Луг с. Пукеничі                                 | 54,415    |                 | 2890                    |                     |
| 24 | Любинцівська сільська рада      | с. Любинці           | с. Любинці с. Хромогорб                                                | 17,60     |                 | 1115                    |                     |
| 25 | Миртюківська сільська рада      | с. Миртюки           | с. Миртюки с. Слобідка                                                 | 19,846    |                 | 1706                    |                     |
| 26 | Монастирецька сільська рада     | с. Монастирець       | с. Монастирець                                                         | 12,94     |                 | 411                     |                     |
| 27 | Нежухівська сільська рада       | с. Нежухів           | с. Нежухів с. Райлів                                                   | 17,55     |                 | 2275                    |                     |
| 28 | Нижньостинавська сільська рада  | с. Нижня Стинава     | с. Нижня Стинава                                                       | 19,156    |                 | 1172                    |                     |
| 29 | Підгірцівська сільська рада     | с. Підгірці          | с. Підгірці с. Верчани с. Комарів с. Ярушичі                           | 60,232    |                 | 3113                    |                     |
| 30 | Подорожненська сільська рада    | с. Подорожнє         | с. Подорожнє с. Зарічне с. Лани-Соколівські                            | 26,05     |                 | 2415                    |                     |
| 31 | П'ятничанська сільська рада     | с. П'ятничани        | с. П'ятничани                                                          | 18,00     |                 | 909                     |                     |
| 32 | Розгірченська сільська рада     | с. Розгірче          | с. Розгірче                                                            | 21,92     |                 | 566                     |                     |
| 33 | Семигинівська сільська рада     | с. Семигинів         | с. Семигинів                                                           | 17,60     |                 | 1129                    |                     |
| 34 | Сихівська сільська рада         | с. Сихів             | с. Сихів                                                               | 19,20     |                 | 1199                    |                     |
| 35 | Станківська сільська рада       | с. Станків           | с. Станків с. Довге с. Пила с. Фалиш                                   | 51,708    |                 | 2951                    |                     |
| 36 | Стинавська сільська рада        | с. Верхня Стинава    | с. Верхня Стинава                                                      | 18,237    |                 | 1012                    |                     |
| 37 | Стриганцівська сільська рада    | с. Стриганці         | с. Стриганці                                                           | 8,20      |                 | 581                     |                     |
| 38 | Стрілківська сільська рада      | с. Стрілків          | с. Стрілків с. Бережниця с. Лотатники                                  | 26,05     |                 | 2250                    |                     |
| 39 | Угерська сільська рада          | с. Угерсько          | с. Угерсько                                                            | 12,39     |                 | 1754                    |                     |
| 40 | Ходовицька сільська рада        | с. Ходовичі          | с. Ходовичі с. Піщани                                                  | 13,60     |                 | 1356                    |                     |

* Примітки: м. — місто, смт — селище міського типу, с. — село, с-ще — селище